# Жила Світлана Олексіївна
Світлана Олексіївна Жила (народилася 28 червня 1955 року) — український науковець, доктор педагогічних наук, професор, завідувачка Кафедри української мови і літератури на філологічному факультеті Національного університету «Чернігівський колегіум» імені Т. Г. Шевченка

## Життєпис
1976 року закінчила Ніжинський державний педагогічний інститут.
В 2000—2003 — докторант Чернігівського державного педагогічного університету.
2005 року захистила докторську дисертацію «Теорія і практика вивчення української літератури у взаємозв'язках із різними видами мистецтв у старших класах загальноосвітньої школи», спеціальність 13.00.02 — теорія і методика навчання (українська література).
Кафедру української мови і літератури очолює з 2006.
Викладає навчальні курси: «Історія української літератури», «Усна народна поетична творчість», «Методика викладання української літератури у ЗВО». Читає спецкурс «Вивчення української літератури у взаємозвʼязках із суміжними мистецтвами».

## Публікації
Автор понад 150 публікацій, із яких
- одноосібна монографія,
- 7 навчально-методичних посібників для вчителів і студентів (серед них два рекомендовані Міністерством освіти і науки України, один Інститутом педагогіки АПН України),
- статті у наукових фахових виданнях, науково-методичних збірниках
- 4 методичні рекомендації.